# Plaça del Centre (metropolitana di Barcellona)
Plaça del Centre è una stazione della linea 3 della metropolitana di Barcellona.
La stazione è situata sotto la calle Berlín, tra Vallespir e Comtes de Bell-lloc tra i distretti di Sants-Montjuïc e di Les Corts di Barcellona.
La stazione fu inaugurata nel 1975 come parte della Linea IIIB e con il nome di Plaza del Centro. Nel 1982 con la riorganizzazione delle linee la stazione passo alla L3 e cambiò nome nell'attuale forma catalana di Plaça del Centre.